# Cathédrale du Sacré-Cœur-de-Jésus d'Anqing

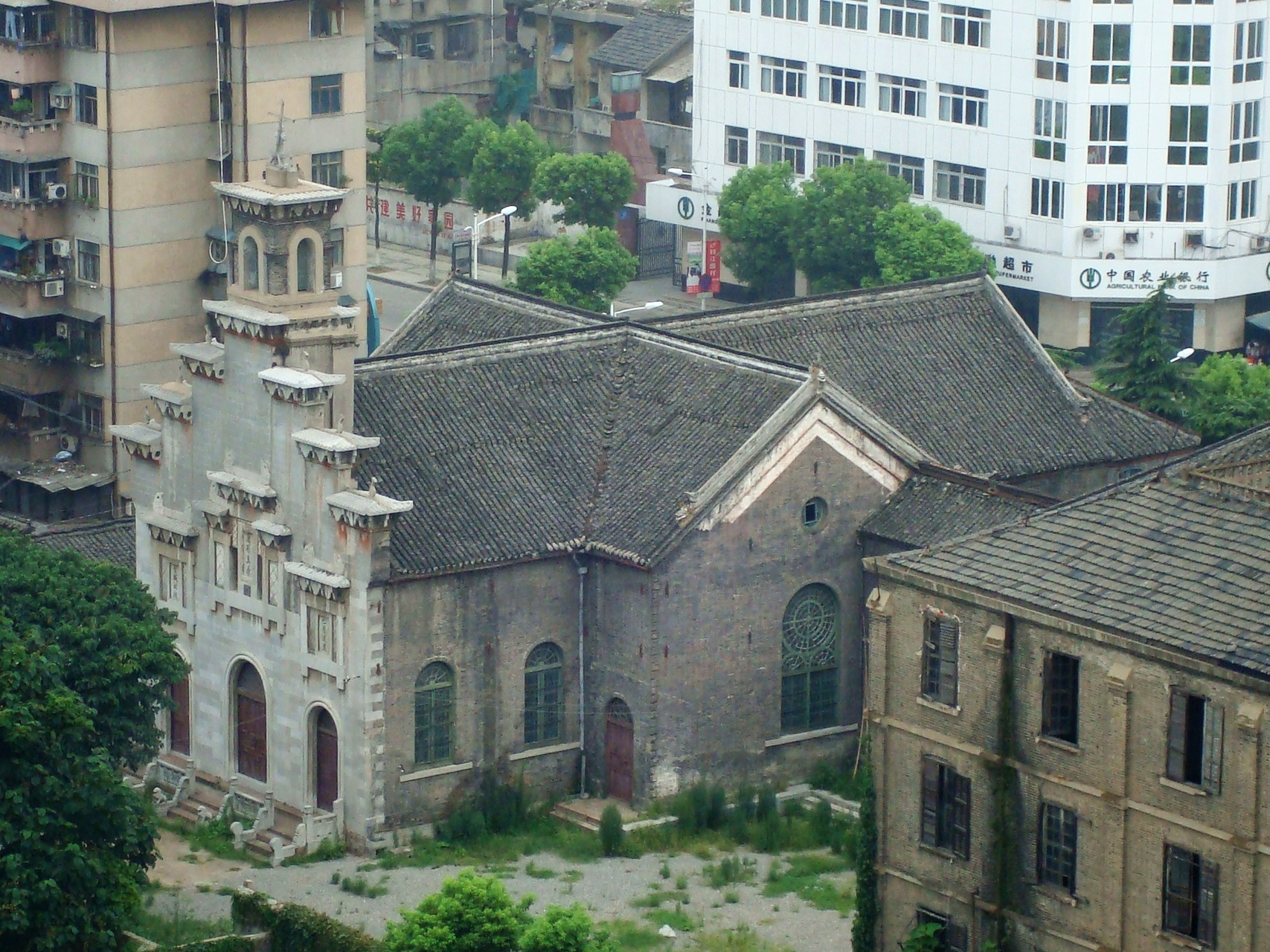
La cathédrale en 2008.

La cathédrale du Sacré-Cœur de Jésus d'Anqing (en chinois : 安庆耶稣圣心主教座堂) est la cathédrale de l'archidiocèse d'Anqing. À la suite de la réforme de 2001, elle est considérée par les autorités chinoises comme une église appartenant au vaste diocèse de l'Anhui. Ni ce statut, ni ce découpage administratif ne sont reconnus par le Saint-Siège.

## Histoire
L'église fut construite en 1872 sous la direction de jésuites français. 
Le 21 février 1929, avec la création de l'archidiocèse d'Anqing, l'église reçoit le statut de cathédrale.
Entre 1957 et 1983, le culte catholique est interdit dans la cathédrale.
Avec l'ouverture économique et politique de la république populaire de Chine et le changement d'orientation dans la politique religieuse, la cathédrale est redevenue un lieu de culte depuis 1983. Elle fait aussi partie des monuments historiques protégés de la province de l'Anhui.